# Paolo Giusti
Paolo Giusti (Napoli, 21 ottobre 1942 – Roma, 24 giugno 2020) è stato un attore italiano.

## Biografia
Inizia la sua carriera cinematografica negli anni Sessanta in piccoli ruoli nei film Che gioia vivere  di René Clément, Che fine ha fatto Totò Baby? (1964) con Totò e  L'indomabile Angelica  (1967) con Michèle Mercier. Si fa notare nel 1967 in un ruolo più importante nel thriller Criminal story (La route de Corinthe) di Claude Chabrol accanto a Jean Seberg e Maurice Ronet. Nello stesso anno gira il western Con lui cavalca la morte con Mike Marshall e Carole André. L’anno seguente viene scelto per interpretare il ruolo del doppio di Alain Delon nel film a episodi Tre passi nel delirio, tratto da tre racconti di Edgar Allan Poe, realizzato da Roger Vadim, Louis Malle e Federico Fellini; l’episodio in questione è William Wilson girato dal regista Louis Malle con Alain Delon e Brigitte Bardot.
Nel frattempo inizia una lunga incursione nei fotoromanzi, soprattutto Grand Hotel e Lancio,  attraverso i quali ottiene una grande popolarità in Italia e all’estero. Impiega lo pseudonimo inglese di Paul Just solo in un film di genere bellico dal titolo I diavoli della guerra (1969). Seguono poi una lunga serie di film negli anni settanta tra i quali Gli Eroi  (1973) di Duccio Tessari con Claude Brasseur, il poliziesco Scacco alla mafia (1970), l’ultimo capitolo della saga di Don Camillo dal titolo Don Camillo e i giovani d'oggi (1972) di Mario Camerini con Gastone Moschin, Ordine interpol: senza un attimo di tregua (1973). Nel 1975 è ancora Claude Chabrol a chiamarlo per il noir Gli innocenti dalle mani sporche con Romy Schneider e Rod Steiger, il film più importante della sua carriera.
Nella pellicola del regista francese interpreta il giovane scrittore Jeff Marle che instaura una relazione con la vicina di casa Julie (Schneider); i due diventeranno presto amanti e decideranno di organizzare l'assassinio del marito di lei, Louis Wormser (Steiger). Prosegue la sua carriera all’estero in altre produzioni internazionali con le pellicole La spiaggia del desiderio (1976)  con Arthur Kennedy e  La gang dell'Anno Santo  (1976) con Jean Gabin e Jean-Claude Brialy. Partecipa anche ad alcune serie tv trasmesse in Rai come K2 + 1 del 1971 nell’episodio “Il decimo marito” per la regia di Luciano Emmer, con Johnny Dorelli e le gemelle Kessler, La vedova e il piedipiatti del 1979 di Mario Landi, e Quo vadis? (1985) di Franco Rossi con Klaus Maria Brandauer.
Muore a Roma il 24 giugno 2020 dopo una lunga degenza in ospedale.

## Filmografia
- Che gioia vivere, regia di René Clément (1961)
- Che fine ha fatto Totò Baby?, regia  di Ottavio Alessi (1964)
- L'indomabile Angelica (L'indomptable Angélique) regia di Bernard Borderie (1967)
- Criminal story (La route de Corinthe), regia di Claude Chabrol (1967)
- Tre passi nel delirio (Histoires extraordinaires), episodio William Wilson, regia di Louis Malle (1968)[2][3]
- I diavoli della guerra, regia di Bitto Albertini (1969)
- Scacco alla mafia, regia di Lorenzo Sabatini (1970)
- Con lui cavalca la morte, regia di Giuseppe Vari (1970)
- 10° marito, episodio di K2 + 1, regia di Luciano Emmer (1971) - serie di sette telefilm
- Don Camillo e i giovani d'oggi, regia di Mario Camerini (1972)
- Gli eroi, regia di Duccio Tessari (1973)
- Ordine Interpol: senza un attimo di tregua (Gott schützt die Liebenden), regia di Alfred Vohrer (1973)
- La polizia incrimina, la legge assolve, regia di Enzo G. Castellari (1973)
- Prostituzione, regia di Rino Di Silvestro (1974)
- Gli innocenti dalle mani sporche (Les innocents aux mains sales) regia di Claude Chabrol (1975)
- La spiaggia del desiderio, regia di Enzo D'Ambrosio (1976)
- La gang dell'Anno Santo, (L'Année Sainte) regia di Jean Girault (1976)
- La vedova e il piedipiatti, (serie tv) regia di Mario Landi (1979)
- L'infermiera nella corsia dei militari, regia di Mariano Laurenti (1979)
- Sette ragazze di classe, regia di Pedro Lazaga (1979)
- Patrick vive ancora, regia di Mario Landi (1980)
- La settimana bianca, regia di Mariano Laurenti (1980)
- Assisi Underground, regia di Alexander Ramati (1985)
- Quo vadis?, (serie tv) regia di Franco Rossi (1985)
- Gole ruggenti, regia di Pier Francesco Pingitore (1992)
- Il gladio dei veleni, regia di Giampaolo Santini (1994)